# Colum O’Farrell
Colum O’Farrell (* 13. Dezember 1977) ist ein ehemaliger irischer Skilangläufer und Biathlet.
Colum O’Farrell gab sein internationales Debüt erst im Alter von 35 Jahren bei einem FIS-Rennen im Fleimstal kurz vor den Nordischen Skiweltmeisterschaften 2013 an selber Stelle. Er wurde 62. von 65 Startern über 10 Kilometer Freistil. Bei den Weltmeisterschaften scheiterte er als 118. in der Qualifikation zum Hauptfeld des Sprintwettkampfes. Über 15 Kilometer Freistil scheiterte er als Viertletzter in der Qualifikation und wurde in der Endabrechnung 144. Zudem startete er bei Volksläufen wie dem Skarverennet in Norwegen.
Zum Auftakt der Saison 2014/15 startete O’Farrell als erster Ire überhaupt in einem internationalen Biathlon-Spitzenrennen. Beim IBU-Cup-Sprint von Beitostølen erreichte er den 121. Rang und ließ damit einzig den Ungarn Bence Bánszki hinter sich. Höhepunkt der Saison wurden die Biathlon-Europameisterschaften 2015 in Otepää, wo O’Farrell als 106. des Sprints Letzter wurde und sich damit bei sechs Fehlern selbst dem Bosnier Goran Košarac mit neun Fehlern geschlagen geben musste, der vor ihm 105. wurde.